# Wallern an der Trattnach
Wallern an der Trattnach település Ausztriában, Felső-Ausztria tartományban, a Grieskircheni járásban, területe 14,6 km².

## Fekvése
Tengerszint feletti magassága 298 méter. Wallern an der Trattnach Sankt Marienkirchen an der Polsenz, Scharten, Buchkirchen, Krenglbach, Pichl bei Wels és Bad Schallerbach településekkel határos.

## Népesség
Lakosainak száma 3039 fő (2018. január 1.).